# Antonio Torres-Solanot
Antonio Torres-Solanot y Casas (Madrid, 20 de enero de 1840-Barcelona, 25 de enero de 1902) fue un periodista y escritor español. Ostentó el título nobiliario de vizconde Torres-Solanot.

## Biografía
Nació en 1840 en Madrid, hijo del político Mariano Torres Salanot. Vizconde de Torres-Solanot y de Ramona , fue librepensador y espiritista. En la prensa periódica fue redactor o colaborador de El Alto Aragón (Huesca), Las Novedades, El Pueblo, El Tribuno y La Constitución (Madrid), El Criterio Espiritista, El Progreso Espiritista, El Movimiento (Huesca), La Unión Espiritista (Barcelona, 1897) y La Estrella Polar (Mahón, 1897). Falleció a comienzos de 1902 en Barcelona.